# Phonétique et phonologie du russe
Cet article parle de la phonétique et de la phonologie dans de la langue russe littéraire. L'article utilise la transcription API à la base de l’alphabet latin, mais pour tous ses symboles entre parenthèse sont indiqués les normes, qui utilise la transcription phonétique de l’alphabet cyrillique.
Sont reproduits ci-dessous les types de transcription, qui se distinguent de la manière suivante :    
- la transcription phonétique est entre crochets : [ ]
- la transcription phonémique est entre barres obliques : / /

- la transcription morphologique  (la morphophonologie) est entre barres verticales : I I

## Voyelles

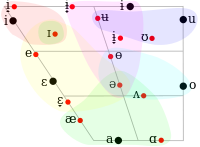
Voyelles russes : phonèmes (points noirs) et leurs allophones (rouges)

Le système vocalique de la langue russe littéraire présente un système triangulaire qui compte, selon les linguistes, cinq ou six phonèmes vocaliques. Les voyelles sont classées en fonction de leur série (antérieure / postérieure) et de leur aperture (fermées / ouvertes).
Les phonèmes vocaliques peuvent être situés sous l'accent tonique ou hors accent. Les phonèmes accentués ont toujours la même qualité et ils durent plus longtemps que les phonèmes vocaliques non accentués, appelés voyelles brèves car plus courtes.
|         | antérieure | moyenne | postérieure |
| fermée  | i          | (ɨ)     | u           |
| moyenne | e          |         | o           |
| ouverte |            | a       |             |

Dans les syllabes brèves (non accentuées) les voyelles russes font l’objet de réduction. La réduction en russe consiste en une grande variabilité de prononciation qui aboutit à la neutralisation des oppositions. À cause de cela, pour chaque position de chaque phonème vocalique peuvent être constatées beaucoup de réalisations, aussi bien entre différents dialectes que chez une seule et même personne.
On appelle allophones ces réalisations variantes. Les Russes ne reconnaissent pas ces allophones à l’oreille : ils sont repérés par des enregistrements et des appareils de mesure.

### Phonétique des voyelles

#### /i/ et  /ɨ/

##### Phonétique.
/i/ et /ɨ/ sont des voyelles fermées (ou hautes) antérieures non arrondies. En russe ces phonèmes sont généralement orthographiés : 
- en position accentuée : avec les graphèmes  и et ы
- en position non accentuée : par les graphèmes е, я, а, и, э.

Le phonème /i/ se trouve seulement après les voyelles et consonnes molles, /ɨ/ se rencontre après les consonnes dures.
En début de mot, la règle est qu'on ne peut rencontrer que le phonème /i/, mais il y a tout de même quelques mots lesquels commencent par /ɨ/ (en russe : ы) : « Opération Y et autres aventures de Chourik » (en russe : Операция Ы и другие приключения Шурика), Kim Jong-un (en russe : Ким Чен Ын).
En début de mot non accentué /i/ et /ɨ/ ne diffèrent pas : immigrant (en russe : иммигрант), émigrant (en russe : эмигрант) 
Déterminer si /i/ et /ɨ/ sont un seul phonème ou deux phonèmes différents est un débat ancien : 
- L’école phonologique de Moscou (en russe : Московская фонологическая школа) considère que /i/ et /ɨ/ sont un seul phonème.
- l’École de phonologie de Leningrad (en russe : Ленинградская фонологическая школа) pense que ce sont deux phonèmes distincts.

Les locuteurs russophones sentent ы comme un phonème séparé et peuvent le prononcer isolément.

##### Allophones.
Il existe les allophones suivantes : 
- [i] ([и]) – c’est un allophone général qui est présent sous accent et avant les consonnes molles.
- [ɪ] ([ие] и [ь]) – c’est un allophone en position non accentué devant les mouillures et consonnes dures : пятак [pʲɪˈtak](une pièce ou une somme de 5 centimes). Dans la transcription cyrillique [ие] se rencontre en première syllabe non accentuée et au début du mot en tout début de mot, mais [ь] dans d’autres syllabes non accentuées.
- [ɨ] ([ы])  – c’est un allophone général.
- [ɨ̟]  – il s'agit d'une réalisation soit poussée vers l’avant entre deux consonnes d’avant ou deux consonnes vélaires :  [ɨ̟]: тыкать [ˈtɨ̟kətʲ] ; soit repoussée vers l’arrière et légèrement diphtonguée après des combinaisons de consonnes labiales : плыть [pɫɯ̟ɨ̟tʲ] (nager)
- [ᵻ] ([ɨ ̞]) ([ыэ]) — c’est un allophone /ɨ/ non accentué : цена [ʦᵻˈna] (le prix), дышать [dɨ̞ˈʂatʲ] (respirer) ;

- Après les consonnes sifflantes /ц/ (/c/) on rencontre l’allophone plus ouvert [ɘ] : на танцы [nɐˈtanʦɘ] (à la danse)

#### /a/ (/а/)
Le phonème /a/ est une voyelle ouverte antérieure non arrondie.
Ce phonème est habituellement indiqué par des lettres /a/ et /ja/. En position non accentuée il est indiqué le plus souvent par la lettre /o/, moins souvent par les lettres /è/, /e/.
Les allophones fondamentaux sont : 
- [a] ([а]) – c’est un allophone général, il se trouve après les consonnes dures : пат  [pat]
- [æ] ([ä]) – il se trouve après les consonnes molles accentuées : пять  [pʲætʲ]
- [ɑ̟] – il se trouve après les consonnes dures, mais avant de le /ɫ/: палка ['pɑɫkə];
- [ɐ] ([ʌ]) – il se trouve dans les syllabes non accentuées : au début de la syllabe et avant la syllabe accentuée :оловянный  [ɐɫɐ'vʲæn:ɨ];
- [ʌ] – il se trouve dans la dernière syllabe accentuée ? (même après [ɫ]): пела  [ˈpʲe̞ɫʌ]
- [æ] – après les molles prononcé seulement à la fin du mot dans les terminaisons grammaticales дача ['daʨæ] (mais  но дачи  ['daʨɪ])
- [ə] ([ъ]) – il se trouve dans les autres syllabes non accentuées après les consonnes dures : мигом ['migəm]
- Selon la règle moderne en syllabe accentuée comme non accentuée après [ž] et [š] on trouve les allophones /a/: шары [ʂɐ.'rɨ], жара [ʐɐ.'ra]; au XXe siècle, la norme a été parfois de prononcer ces allophones en position non accentuée /ɨ/, phénomène qui survit parfois maintenant encore dans les mots :
- жалеть [ʐɨˈlʲetʲ], к сожалению  [ksə.ʐɨ.ˈlʲe.nʲɪ.jᵿ] et aux cas obliques du mot лошадей  [ɫə.ʂɨ.ˈdʲ].

#### /e̞/ (/э/)
/e/  un phonème vocalique moyen antérieur non arrondi.
Habituellement indiqué par des lettres /e/ et /è/, rarement trouvé en position non accentuée.
- Les allophones de phonème varient entre les voyelles cardinales [e] et [ɛ] selon les consonnes environnantes.
- L’allophone [ɛ], le plus bas, se rencontre en début de mot avant des consonnes dures ['ɛtət].
- Quand une consonne est dure et que l’autre est molle, on prononce des allophones moyens entre [e] et [ɛ], leur écriture varie lorsqu'on les transcrit, selon qu'on utilise la transcription phonétique étroite ou large : 
  -  En transcription phonétique étroite, ils sont désignés par un [e̞], ou un [ɛ̝] soulevé.
  -  En transcription phonétique large les allophones sont notés [ɛ] après consonne dure : [nʲem], [ɐˈtɛlʲ] et [e] après consonne molle.
- De plus, après les consonnes dures, tous les allophones reculent un peu en arrière : [ɛ̠] ou [e̠].

#### /o/ (/о/)
Le phonème /o/ est une voyelle moyenne postérieure arrondie.
Il est habituellement indiqué par des lettres <o> <ë>.
En position non accentuée on le trouve seulement dans les emprunts non assimilés, le plus souvent en fin de mot, où il se trouve après la syllabe accentuée ou après voyelle :  ['ra.dʲɪo],  ['vʲe.to],  ['krɛ.do] (aussi  ['krʲe.də]).
- Entre les consonnes dures est prononcé un allophone d’avant (le schwa approfondi) : [ˈtʲɵ̞.tʲə]

#### /u/ (/у/)
Le phonème /u/ est une voyelle fermée postérieure non arrondie.
Il est habituellement indiqué par des lettres <у> et <ю>.
- Entre les consonnes molles est prononcé un allophone un peu en avant :  [ˈʨʉtʲ],  [jᵿˈtʲiʦə].
- Dans la position non accentuée l’allophone prononce proche du [ʊ]: [sʊ.ˈxo̞j],  [mʊ.ˈɕːi.nə].

### Effet des voyelles sur les consonnes.

#### Palatalisation
Les voyelles d'avant, lorsqu'elles suivent certaines consonnes, provoquent sa palatalisation : le point d'articulation de la consonne change et elle se transforme.

#### Vélarisation
Les voyelles peuvent affecter la consonne précédente. Avant le /o/ et /u/ les consonnes se prononcent avec les lèvres à l’avant [mʷok]. Les mêmes voyelles font la vélarisation [tˠɨ].
| Principaux allophones de voyelles |               |                    |                       |                        |                              |                                         |                                       |                                       |                                       |                                       |
| Les lettres                       | Les morphemes | Les phonèmes       | accentués             | accentués              | Au début du mot non accentué | Dans la première syllabe préexistante   | Dans la première syllabe préexistante | Dans la première syllabe préexistante | Dans d’autres syllabes non accentuées | Dans d’autres syllabes non accentuées |
| Les lettres                       | Les morphemes | Les phonèmes       | Entre consonnes dures | Entre consonnes molles | Au début du mot non accentué | Après les paires consonnes dures et /c/ | Après /ž/, /š/                        | Après les consonnes molles            | Après les consonnes dures             | Après les consonnes molles            |
| i, y                              | \|i\|         | /i/, /ɨ/           | [ɨ]                   | [i]                    | [ɪ], [ᵻ]                     | [ᵻ]                                     | [ᵻ]                                   | [ɪ] ([ие])                            | [ᵻ]                                   | [ɪ] ([ь])                             |
| е, è                              | \|e\|         | /e/, /i/, /ɨ/, /a/ | [ɛ]                   | [e]                    | [ᵻ]                          | [ᵻ] ~ [ɘ]                               | [ᵻ]                                   | [ɪ] ([ие])                            | [ᵻ]                                   | [ɪ] ([ь])                             |
| а, ja                             | \|a\|         | /a/, /i/           | [a]                   | [æ]                    | [ɐ]                          | [ɐ]                                     | [ɐ]                                   | [ɪ] ([ие])                            | [ə]                                   | [ɪ], [ə]                              |
| о, ё                              | \|o\|         | /o/, /a/, /i/, /ɨ/ | [o]                   | [ɵ]                    | [ɐ]                          | [ɐ]                                     | [ᵻ]                                   | [ɪ] ([ие])                            | [ə]                                   | [ɪ] ([ь])                             |
| u, ju                             | \|u\|         | /u/                | [u]                   | [ʉ]                    | [u]                          | [ʊ]                                     | [ʊ]                                   | [ᵿ]                                   | [ʊ]                                   | [ᵿ]                                   |

#### Apophonie
Certaines voyelles s’affaiblissent lorsqu'elles sont en position non accentuée, et d’autres alternent avec d’autres phonèmes. Ces phénomènes sont appelés akan’e, ikan’e et ykan’e : 
- l'akan’e : c'est le phénomène qui fait que le morphonème |o|  est prononcé /o/ en position accentuée et /a/ en position non accentuée.
- l'ikan’e est caractérisé par une seule réalisation des morphonèmes  |i|, |e|, |a| et |o| lorsqu'ils sont en position non accentuée et après les consonnes molles.
- l'ykan’e correspond à une seule réalisation pour les morphèmes non accentués |ɨ|, |e| ainsi que pour le |o| après les consonnes /ž/, /š/, /c/.

Lorsque les voyelles sont en position non accentuée entre des consonnes sourdes les voyelles peuvent s'assourdir : выставка  [ˈvɨstə̥fkə], потому что  [pə̥tɐˈmu ʂtə]. L'assourdissement entre les consonnes sonores et les consonnes sourdes peut aller jusqu`à la disparition de la voyelle : череп [ʨerʲɪ̥p], город ['gor̥t]
Consulter l’article « Apophonie accentuelle en russe » pour plus de détails.

## Сonsonnes

### Classement général des consonnes.
<ʲ> signifie la mouillure des consonnes ou la palatalisation.
|             |                |          | Labiales    | Labiales         | Coronales | Coronales | Coronales | Palatales | vélaires  |
| Bilabiale   | Labio-dentales | dentales | Alvéolaires | Post-alvéolaires |           |           |           | Palatales | vélaires  |
| Obstruantes | Occlusives     | d.       | /p/ /b/     |                  | /t/ /d/   |           |           |           | /k/ /g/   |
| Obstruantes | Occlusives     | м.       | /pʲ/ /bʲ/   |                  |           | /tʲ/ /dʲ/ |           |           | /kʲ/ /gʲ/ |
| Obstruantes | Affriquées     | d.       |             |                  |           | /t͡s/ [d͡z] |           |           |           |
| Obstruantes | Affriquées     | м.       |             |                  |           |           | /t͡ɕ/ [d͡ʑ] |           |           |
| Obstruantes | Fricatives     | d.       |             | /f/ /v/          | /s/ /z/   |           | /ʂ/ /ʐ/   |           | /x/ [ɣ]   |
| Obstruantes | Fricatives     | м.       |             | /fʲ/ /vʲ/        | /sʲ/ /zʲ/ |           | /ɕː/ /ʑː/ |           | /xʲ/      |
| Sonantes    | Nasales        | d.       | /m/         | [ɱ]              | /n/       |           |           |           |           |
| Sonantes    | Nasales        | м.       | /mʲ/        |                  |           | /nʲ/      |           |           |           |
| Sonantes    | Latérales      | d.       |             |                  | /ɫ/       |           |           |           |           |
| Sonantes    | Latérales      | м.       |             |                  |           | /lʲ/      |           |           |           |
| Sonantes    | Semi-consonnes | м.       |             |                  |           |           |           | /j/       |           |
| Sonantes    | Roulées        | d.       |             |                  |           | /r/       |           |           |           |
| Sonantes    | Roulées        | м.       |             |                  |           | /rʲ/      |           |           |           |

### L'opposition de sonorité.
La plupart des consonnes constituent des couples de sonorité : pour un même point d'articulation, l'une des consonnes est prononcée avec une vibration des cordes vocales : on dit qu'elle est sonore. L'autre consonne est prononcée sans vibration des cordes vocales, on dit qu'elle est sourde.

### Les consonnes molles.
Une caractéristique du russe est que certaines consonnes peuvent avoir un point d'articulation secondaire palatal : juste après l'articulation de la consonne, la langue se rapproche du palais dur et produit un son qui ressemble à la voyelle [i]. Ce phénomène s'appelle la mouillure.
La plupart des consonnes russes connaissent la double articulation : une variante dite "molle", qui comporte cette mouillure, et une variante dite "dure", qui ne la comporte pas. ll s'agit des consonnes suivantes : 
- [p]  /  [p']
- [b]  /  [b']
- [f]  /  [f']
- [v]  /  [v']
- [l]  /  [l']
- [r]  /  [r']
- [m]  /  [m']
- [n]  /  [n']
- [d]  /  [d']
- [t]  /  [t']
- [s]  /  [s']
- [z]  /  [z']

Ces consonnes sont appelées "consonnes de couple".
Il existe des consonnes "hors couple" : il s'agit de consonnes toujours dures, sans correspondant avec mouillure, de consonnes toujours molles, sans correspondant sans mouillure, et de consonne à mouillure variable.
Les consonnes toujours dures sont : 
- [c]
- [š]
- [ž]

Les consonnes toujours molles sont : 
- [č]
- [š':]

Les consonnes à dureté variable sont les trois consonnes vélaires [g], [k] et [x] : 
- elles sont molles devant les voyelles d'avant [i] et [e].
- elles sont dures devant les voyelles d'arrière [a], [o] et [u].